# 18 til I Die (singolo)
18 Til I Die è una brano musicale del cantante canadese Bryan Adams scritto insieme Robert John "Mutt" Lange per il settimo album registrato in studio 18 til I Die, pubblicato nel 1996. Nel 1997, fu pubblicata una versione con remissaggio da parte di Bob Rock.
Lo stile musicale e la produzione del brano sono stati fortemente ispirati al Rock degli anni '80.

## Tracce
CD Single
1. 18 Til I Die (Single Version) – 3:36
2. (I Wanna Be) Your Underwear (Live At Wembley Stadium) – 4:00
3. It Ain't A Party... If You Can't Come 'Round (Live At Wembley Stadium) – 4:07
4. 18 'til I Die (Live At Wembley Stadium) – 4:02

## Classifiche settimanali
| Classifica (1996/97)     | Posizione massima |
| ------------------------ | ----------------- |
| Belgio (Fiandre)         | 7                 |
| Canada                   | 21                |
| Germania                 | 85                |
| Islanda                  | 36                |
| Paesi Bassi              | 86                |
| Regno Unito              | 22                |
| Regno Unito (physical)   | 22                |
| Regno Unito (rock&metal) | 2                 |
| Scozia                   | 25                |